# Henry d’Essex
Henry d’Essex (zm. ok. 1170), możny anglo-normandzki posiadający dobra Rayleigh w hrabstwie Essex, syn i dziedzic Roberta fitz Sweina, syna Sweina, który zbudował zamek Raleigh. Henry był lordem strażnikiem Pięciu Portów i konstablem Anglii w okresie panowania królów Stefana i Henryka II.
Pozycja Henry’ego na dworze królewskim osłabła, gdy podczas jednej z wypraw króla Henryka do Walii oddział angielski wpadł z zasadzkę, a d’Essex utracił sztandar. Wykorzystując to pewien awanturnik oskarżył d’Essexa o zdradę. Według kronikarza Jocelyna de Brakelonda awanturnikiem tym był Richard de Montfort, który chciał odebrać d’Essexowi dobra rodowe Montfortów. Oskarżenie to miało miejsce w 1163 r. d’Essex i de Montfort stoczyli następnie pojedynek sądowy, który zakończył się porażką tego pierwszego.
Nieprzytomnym d’Essexem zaopiekowali się mnisi z opactwa Reading. Kiedy pokonany odzyskał przytomność zdecydował się pozostać w opactwie jako mnich. Jego porażkę uznano za dowód zdrady. Utracił wszystkie swoje urzędy, a jego ziemie zostały skonfiskowane przez króla. Henry d’Essex zmarł ok. 1170 r.
Henry był dwukrotnie żonaty, ale o jego żonach nic nie wiadomo, oprócz tego, że druga żona wniosła mu w posagu dobra Haughley. Henry miał z nią córkę, Agnes, która została zaręczona z Geoffreyem de Vere, ale ostatecznie poślubiła jego brata, Aubreya, 1. hrabiego Oxford.